# Julia Savicheva
Vous pouvez aider à l'améliorer ou bien discuter des problèmes sur sa page de discussion.
- Il ne cite pas suffisamment ses sources. Vous pouvez indiquer les passages à sourcer avec {{référence nécessaire}} ou {{Référence souhaitée}}, et inclure les références utiles en les liant aux notes de bas de page. (Marqué depuis août 2024)
- Certaines informations devraient être mieux reliées aux sources mentionnées dans la bibliographie ou les liens externes. Améliorez sa vérifiabilité en les associant par des références. (Marqué depuis août 2024)

- Archive Wikiwix
- Bing
- Cairn
- DuckDuckGo
- E. Universalis
- Gallica
- Google
- G. Books
- G. News
- G. Scholar
- Persée
- Qwant
- (zh) Baidu
- (ru) Yandex
- (wd) trouver des œuvres sur Wikidata

 (juillet 2024).
- Si vous ne connaissez pas le sujet, laissez ce bandeau (vous pouvez alors contacter les auteurs).
- Si vous supprimez le contenu mis en cause (vous pouvez préalablement contacter les auteurs),

argumentez précisément cette suppression dans la page de discussion
(un manque de référence n'est pas un argument ; une recherche réelle de référence doit avoir été effectuée, être formellement documentée).
Julia Savitcheva (en russe : Ю́лия Станисла́вовна Са́вичева, Ioulia Stanislavovna Savitcheva), née à Kourgan le 14 février 1987, est une chanteuse de pop russe.
Elle a représenté la Russie au Concours Eurovision de la chanson en 2004 à Istanbul. 

## Biographie
Son père est pianiste et sa mère manager d'une agence de spectacles. Elle était entourée de personnalités célèbres du show business dans son enfance. 
Elle commence avec le groupe « Agatha Christie » et puis elle fait des spectacles pour la fête du nouvel an et chante dans les chœurs de la chanteuse russe Linda.
Elle a participé au concours Fabrika Zvezd en 2003 (Star Academy) mais elle n'arriva qu'en demi-finale. Malgré cela, elle a été le participant qui a eu le plus de succès après le concours grâce à des singles comme Корабли (Korabli, « Bateaux »), Высоко (Vysoko, « Haut ») ou Прости за любовь (Prosti za lioubov, « Pardon pour l'amour »). Elle a déjà sorti quatre albums.
Le 30 mars 2004, elle participe au concours de chant international Worldbest diffusé sur TF1[réf. nécessaire].
En mai 2004, elle est la représentante de la Russie au Concours Eurovision de la chanson qui se déroule à Istanbul en Turquie. Elle interprète la chanson Believe Me, entourée de ses danseurs sur une chorégraphie de Kamel Ouali (qu'elle a rencontré lors de sa participation au Worldbest). Kamel Ouali a signé pour la même édition du concours la chorégraphie du représentant français Jonatan Cerrada. Au terme du concours, Julia s'est classée 11e sur 24 pays.

## Discographie
Высоко (2005)
1. Высоко
2. Корабли
3. Отпусти меня
4. Стоп
5. Прощай моя любовь
6. Пока
7. Все для тебя
8. Бежать, лететь
9. Прости за любовь
10. Я с тобой
11. Believe Me

Если В Сердце Живёт Любовь (2005)
1. Если В Сердце Живёт Любовь
2. Высоко (Live)
3. Корабли (Live)
4. Отпусти Меня (Live)
5. Стоп (Live)
6. Прощай, Моя Любовь (Live)
7. Пока (Live)
8. Все Для Тебя (Live)
9. Бежать, Лететь (Live)
10. Прости за Любовь (Live)
11. Я С Тобой (Live)

Магнит (2006)
1. Привет
2. Если в сердце живёт любовь
3. Здравствуй, это я
4. Легкие
5. Мало
6. Виноград
7. Как твои дела
8. Я хочу в твои глаза
9. Седьмое небо

Оригами (2008)
1. Любовь-Москва
2. Выше Звезд
3. Никак
4. Ядерный Взрыв
5. Зима
6. Половинка
7. Это Судьба (Дуэт С А. Макарским)
8. Послезавтра
9. Кто-То Придумал Любовь
10. Пепел
11. Никак